# Базулино (Смоленская область)
Это статья о деревне в Смоленской области, об одноимённой деревне в Московской области см. статью Базулино (Московская область).
Базулино — деревня в Тёмкинском районе Смоленской области России. Входит в состав Кикинского сельского поселения. Население — 12 жителей (2007 год). 
Расположена в восточной части области в 16 км к северо-западу от Тёмкина, в 28 км юго-восточнее автодороги М1 «Беларусь», на берегу реки Угра. В 6 км севернее деревни расположена железнодорожная станция О.п. 36-й км на линии Вязьма — Калуга.

## История
В годы Великой Отечественной войны деревня была оккупирована гитлеровскими войсками в октябре 1941 года, освобождена в марте 1943 года.